# Obiettivo 3 per lo Sviluppo sostenibile
L'Obiettivo 3 per lo Sviluppo sostenibile è uno dei 17  fissati dalle Nazioni Unite nel 2015 e riguarda la salute e il benessere. La formulazione ufficiale è: "Garantire una vita sana e promuovere il benessere per tutti a tutte le età." [1] I traguardi dell’Obiettivo 3 per lo Sviluppo sostenibile includono e si incentrano su vari aspetti di una vita e di uno stile di vita sani. I progressi verso i traguardi vengono misurati tramite l’utilizzo di ventuno indicatori.

OSS 3

L’OSS 3 ha 13 traguardi e 28 indicatori per misurare i progressi verso i traguardi. I primi nove traguardi sono "traguardi di risultato". Questi sono: ridurre la mortalità materna; porre fine a tutte le morti prevenibili sotto i cinque anni di età; combattere le malattie trasmissibili; garantire la riduzione della mortalità per malattie non trasmissibili e promuovere la salute mentale; prevenire e curare l'abuso di sostanze; ridurre il numero di feriti e decessi per incidenti stradali; garantire accesso universale alla salute sessuale e riproduttiva, alla pianificazione familiare e all'istruzione; raggiungere una copertura sanitaria universale; e ridurre malattie e decessi causati da sostanze chimiche pericolose e da inquinamento. I quattro "mezzi per raggiungere" i traguardi dell’OSS 3 sono: attuare la Convenzione quadro sul controllo del tabacco dell'Organizzazione mondiale della sanità; sostenere la ricerca, lo sviluppo e l'accesso universale a vaccini e medicinali a prezzi accessibili; aumentare il finanziamento della sanità e sostenere il personale sanitario nei paesi in via di sviluppo; e migliorare i sistemi di allerta precoce per i rischi sanitari globali.
L’OSS 3 mira a raggiungere una copertura sanitaria universale, che favorisca un accesso equo ai servizi sanitari per tutti gli uomini e le donne e si prefigge di porre fine alla morte prevenibile di neonati, lattanti e bambini sotto i cinque anni (mortalità infantile) e di porre fine alle epidemie.
Una buona salute è essenziale per lo sviluppo sostenibile e per l'Agenda 2030. Quest’ultima si incentra sulle disuguaglianze economiche e sociali più ampie, l'urbanizzazione, la crisi climatica, il fardello cronico dell'HIV e di altre malattie infettive, senza dimenticare sfide emergenti quali le malattie non trasmissibili.
Considerando la pandemia globale da COVID-19, è necessario prestare un'attenzione significativa alla realizzazione della buona salute e del benessere su scala globale.

## Contesto
Garantire che ogni bambino sopravviva e prosperi dipende da una combinazione di interventi ad alto impatto - tra cui assistenza di qualità pre-, durante e post parto per le madri e i loro neonati, prevenzione della trasmissione dell'HIV da madre a figlio, immunizzazione per proteggere i bambini dalle malattie infettive e accesso ad una alimentazione adeguata e nutritiva. Il Programma delle Nazioni Unite per lo Sviluppo (PNUS) riporta che "ogni 2 secondi, una persona di età compresa tra i 30 e i 70 anni muore prematuramente a causa di malattie non trasmissibili - malattie cardiovascolari, malattie respiratorie croniche, diabete o cancro"[6]. Secondo le statistiche, a livello globale, “nel 2019 2,4 milioni di bambini sono morti nel primo mese di vita - circa 6.700 morti neonatali ogni giorno - circa un terzo di tutti i decessi neonatali si verificano entro il primo giorno dopo la nascita e quasi tre quarti entro la prima settimana di vita".

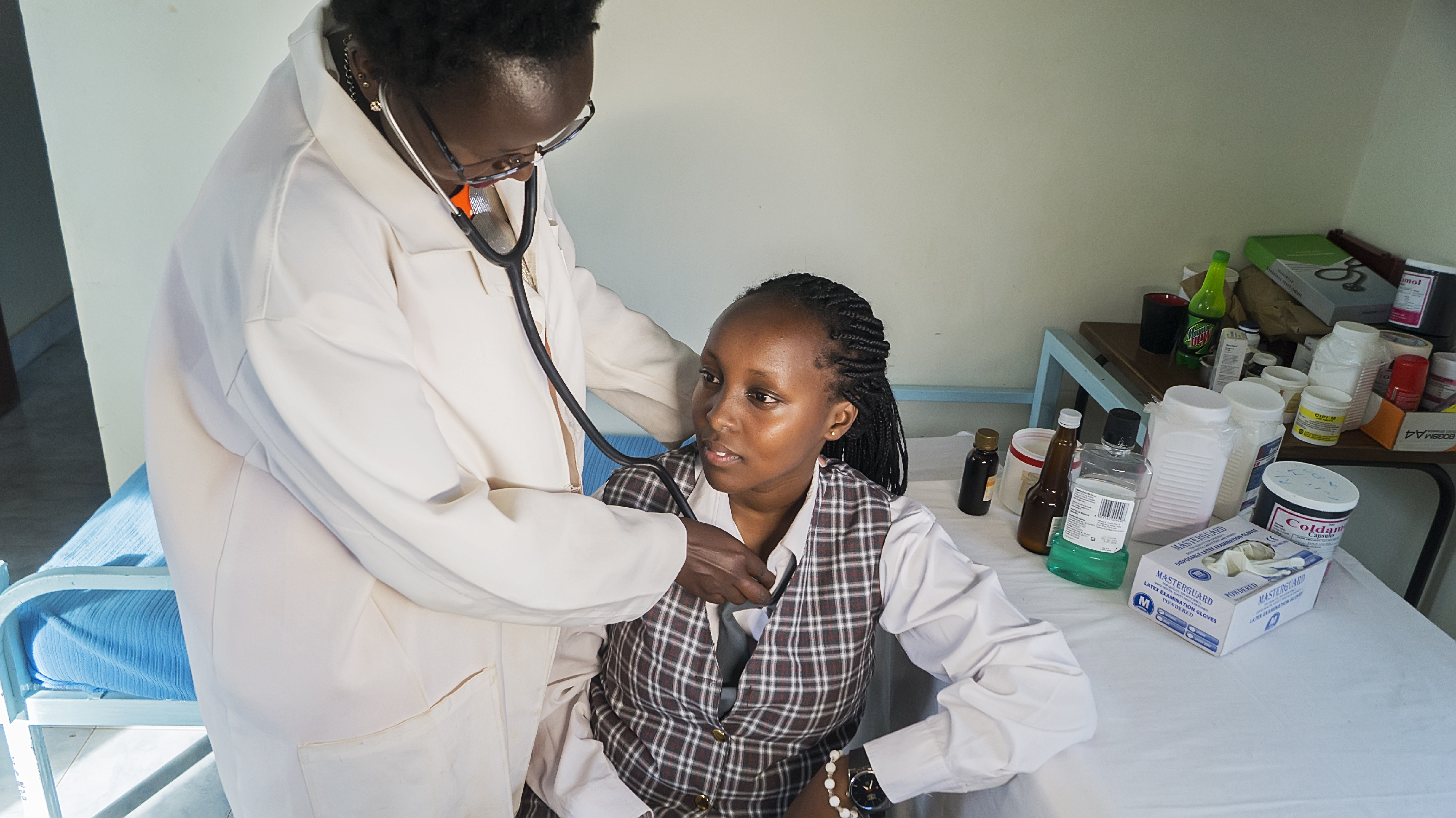
L'infermiera della scuola controlla la salute degli studenti in Kenya

La mancanza di accesso a un'assistenza sanitaria di qualità è uno dei principali fattori alla base delle cifre e dei dati regionali relativi all’alto tasso di mortalità prenatale nell'Africa sub-sahariana e nell'Asia meridionale che registrano rispettivamente 27 e 25 casi di decesso per ogni 1000 nati vivi nel 2019. Sono stati compiuti passi significativi per aumentare l'aspettativa di vita e ridurre alcune delle cause comuni di mortalità infantile e materna. Tra il 2000 e il 2016, il tasso di mortalità mondiale sotto i cinque anni è diminuito del 47% (da 78 decessi per 1.000 nati vivi a 41 decessi per 1.000 nati vivi).
Tuttavia, il numero di bambini che muoiono sotto i cinque anni è estremamente alto: 5,6 milioni solo nel 2016. I neonati rappresentano un numero crescente di questi decessi e i bambini più poveri sono a maggior rischio di mortalità sotto i cinque anni a causa di una serie di fattori. L’OSS 3 mira a ridurre la mortalità sotto i cinque anni a partire da 25 per 1.000 nati vivi. Ma se le tendenze attuali continuano, più di 60 paesi non riusciranno a raggiungere il traguardo OSS di mortalità prenatale per il 2030. Circa la metà di questi paesi non raggiungerebbe il traguardo nemmeno entro il 2050. Tra il 2000 e il 2016, il tasso di mortalità mondiale sotto i cinque anni è diminuito del 47 per cento (da 78 decessi per 1.000 nati vivi a 41 decessi per 1.000 nati vivi). Come accennato in precedenza, il numero di bambini che muoiono sotto i cinque anni è estremamente alto: 5,6 milioni solo nel 2016.
I rapporti di UNICEF, OMS, Banca Mondiale e UNDESA indicano che sessanta milioni di bambini sotto i cinque anni moriranno tra il 2017 e il 2030 nonostante il fatto che il numero di bambini morti nel 2016 sia stato basso (5,6 milioni) rispetto al 2000 (9,9 milioni). L’OSS 3 mira anche a ridurre la mortalità materna a meno di 70 decessi per 100.000 nati vivi. Sebbene il tasso di mortalità materna sia diminuito del 37 per cento tra il 2000 e il 2015, ci sono stati circa 303.000 decessi materni in tutto il mondo nel 2015, la maggior parte da cause prevenibili. Analogamente, sono stati compiuti progressi nell’aumentare l'accesso all'acqua potabile e ai servizi igienici per ridurre la malaria, la tubercolosi, la poliomielite e la diffusione dell'HIV/AIDS. I progressi nelle tecnologie come Internet hanno consentito la digitalizzazione delle cartelle cliniche e un più facile accesso alle risorse mediche online per medici e operatori sanitari, portando a miglioramenti nel trattamento dei pazienti e nei risultati.

## Traguardi, indicatori e progressi

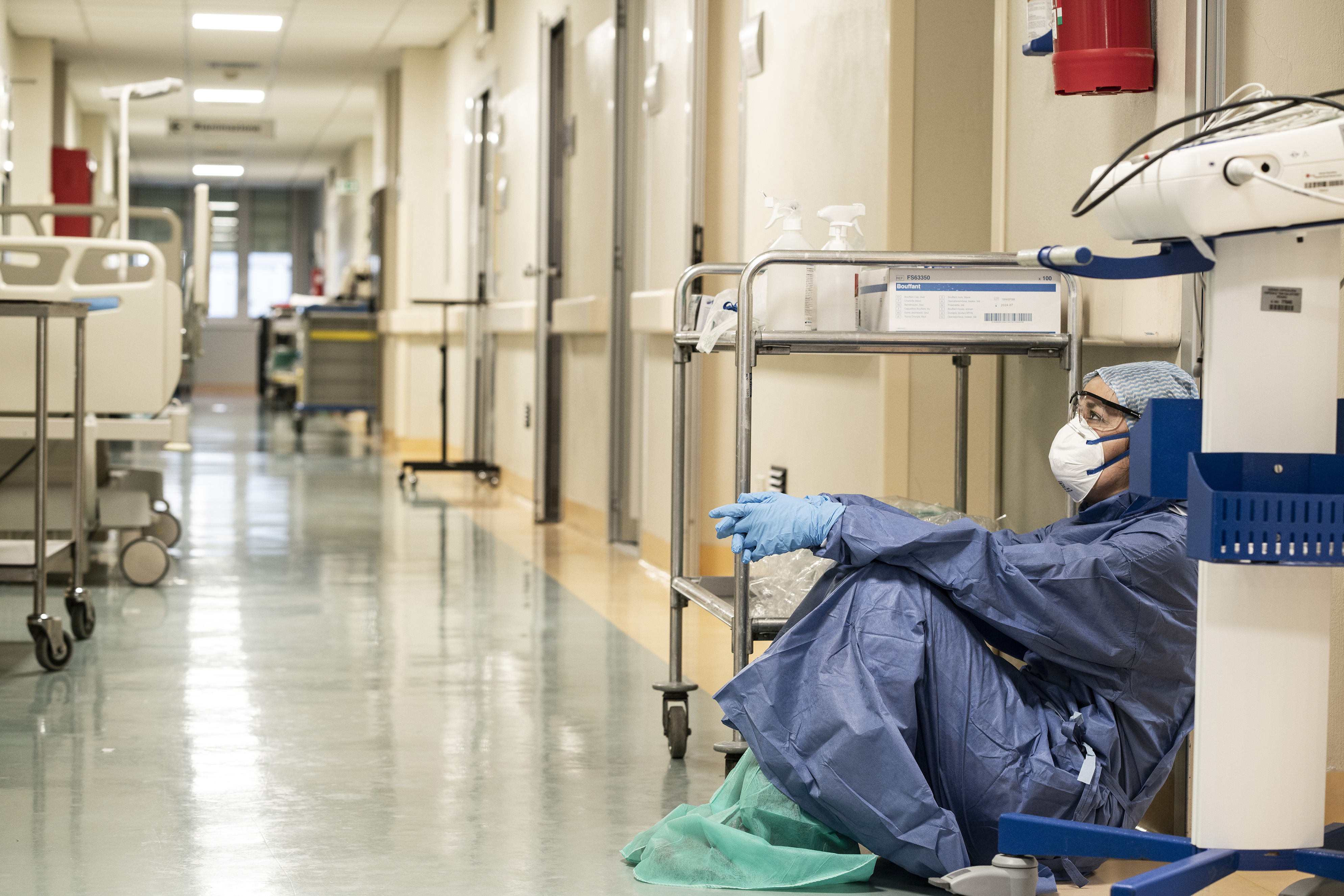
Personale ospedaliero italiano dell'Ospedale San Salvatore di Pesaro, durante la pandemia di COVID-19

Ulteriori informazioni: Elenco dei traguardi e degli indicatori OSS. Le Nazioni Unite hanno definito 13 Traguardi e 28 Indicatori per l'OSS 3. La principale fonte di dati e le mappe per gli indicatori dell'OSS 3 provengono dal Tracker dell’OSS di Our World Data. I traguardi dell’OSS comprendono un'ampia gamma di questioni tra cui:
- ridurre la mortalità materna (Traguardo 3.1),
- porre fine a tutte le morti prevenibili sotto i cinque anni (Traguardo 3.2),
- combattere le malattie trasmissibili (Traguardo 3.3),
- garantire una riduzione della mortalità da malattie non trasmissibili e promuovere la salute mentale (Traguardo 3.4),
- prevenire e curare l'abuso di sostanze (Traguardo 3.5),
- ridurre gli incidenti stradali e i decessi (Traguardo 3.6),
- garantire l'accesso universale all'assistenza sanitaria sessuale e riproduttiva, alla pianificazione familiare e all'istruzione (Traguardo 3.7),
- raggiungere la copertura sanitaria universale (Traguardo 3.8),
- ridurre le malattie e i decessi causati da sostanze chimiche pericolose e dall’inquinamento (Traguardo 3.9),
- attuare la Convenzione quadro dell'OMS sul controllo del tabacco (Traguardo 3.a),
- sostenere la ricerca, lo sviluppo e l'accesso universale a vaccini e farmaci a prezzi accessibili (Traguardo 3.b),
- aumentare il finanziamento della sanità e sostenere il personale sanitario nei paesi in via di sviluppo (Traguardo 3.c)
- migliorare i sistemi di allerta precoce per i rischi sanitari globali (Traguardo 3.d).